# Martin Buß
Martin Buß (Berlino, 7 aprile 1976) è un ex altista tedesco.
È stato cinque volte campione tedesco nella sua specialità e, nel 2001, è stato anche campione del mondo.

## Biografia
Buß iniziò a praticare l'atletica leggera all'età di 17 anni e nel 1997, a 21 anni, prese parte ai suoi primi campionati mondiali, piazzandosi in nona posizione.
Ai Mondiali del 1999, tenutisi a Siviglia, vinse la medaglia di bronzo nel salto in alto, battuto dal russo Vjačeslav Voronin e dal canadese Mark Boswell. Il suo salto, di 2,32 m,  risultò di 5 cm più basso rispetto a quello del vincitore.
Due anni più tardi, nel 2001, Buß si aggiudicò la medaglia d'oro ai Mondiali di Edmonton, in Canada, con un salto di 2,36 m, battendo Jaroslav Rybakov e il vecchio rivale Vjačeslav Voronin.
Non partecipò alle Olimpiadi estive del 2000 e del 2004 a causa di infortuni e si ritirò nel 2006 a causa della persistenza dei suoi problemi fisici.

## Progressione

### Salto in alto
| Stagione | Risultato | Luogo       | Data      | Rank. Mond. |
| -------- | --------- | ----------- | --------- | ----------- |
| 2005     | 2,20 m    | Bochum      | 3-7-2005  | -           |
| 2002     | 2,30 m    | Langen      | 24-8-2002 | -           |
| 2001     | 2,36 m    | Edmonton    | 8-8-2001  | -           |
| 1999     | 2,35 m    | Dortmund    | 26-6-1999 | -           |
| 1998     | 2,33 m    | Eberstadt   | 26-6-1998 | -           |
| 1997     | 2,31 m    | Bühl        | 22-8-1997 | -           |
| 1996     | 2,27 m    | Lubecca     | 11-8-1996 | -           |
| 1995     | 2,19 m    | Nyíregyháza | 28-7-1995 | -           |

### Salto in alto indoor
| Stagione | Risultato | Luogo     | Data      | Rank. Mond. |
| -------- | --------- | --------- | --------- | ----------- |
| 2006     | 2,21 m    | Dresda    | 29-1-2006 | -           |
| 2005     | 2,18 m    | Wuppertal | 21-1-2005 | -           |
| 2001     | 2,30 m    | Siegen    | 9-2-2001  | -           |
| 2000     | 2,34 m    | Gand      | 27-2-2000 | -           |
| 1999     | 2,30 m    | Maebashi  | 7-3-1999  | -           |

## Palmarès
| Anno | Manifestazione   | Sede        | Evento        | Risultato | Prestazione | Note                                                                    |
| ---- | ---------------- | ----------- | ------------- | --------- | ----------- | ----------------------------------------------------------------------- |
| 1995 | Europei juniores | Nyíregyháza | Salto in alto | Argento   | 2,19 m      |                                                                         |
| 1997 | Europei under 23 | Turku       | Salto in alto | Argento   | 2,24 m      |                                                                         |
| 1997 | Mondiali         | Atene       | Salto in alto | 9º        | 2,29 m      |                                                                         |
| 1998 | Europei          | Budapest    | Salto in alto | 4º        | 2,32 m      |                                                                         |
| 1999 | Mondiali indoor  | Maebashi    | Salto in alto | 4º        | 2,30 m      |                                                                         |
| 1999 | Mondiali         | Siviglia    | Salto in alto | Bronzo    | 2,32 m      |                                                                         |
| 2000 | Europei indoor   | Gand        | Salto in alto | Argento   | 2,34 m      |                                                                         |
| 2001 | Mondiali indoor  | Lisbona     | Salto in alto | 5º        | 2,25 m      |                                                                         |
| 2001 | Mondiali         | Edmonton    | Salto in alto | Oro       | 2,36 m      | Miglior prestazione mondiale stagionale · Miglior prestazione personale |
| 2002 | Europei          | Monaco      | Salto in alto | 7º        | 2,25 m      |                                                                         |

## Altre competizioni internazionali
1998
- 4º in Coppa del mondo ( Johannesburg), salto in alto - 2,25 m

1999
- Coppa Europa di atletica leggera ( Parigi)

2002
- Coppa Europa di atletica leggera ( Annecy)
- 5º in Coppa del mondo ( Madrid), salto in alto - 2,15 m